# بورتون هاريسون
بورتون هاريسون (بالإنجليزية: Burton Harrison)‏ هو سياسي أمريكي، ولد في 14 يوليو 1838 في نيو أورلينز في الولايات المتحدة، وتوفي في 29 مارس 1904 في واشنطن العاصمة في الولايات المتحدة. حزبياً، نشط في الحزب الديمقراطي.